# 上游型蒸汽机车
上游型蒸汽机车（SY）是专门用于工矿企业以及调车、小运转作业所设计的机车型号，是中国工矿用蒸汽机车中数量最多、生产时间最长的一种蒸汽机车。中国部分地方支线上依旧能看到它的身影。

## 概述
上游型蒸汽机车最初命名为“工农型”，1959年由大连机车车辆厂与唐山机车车辆厂联合研制，在解放6型（JF6，即ㄇㄎ6型）蒸汽机车的基础上改进设计。1960年由唐山机车车辆厂修改设计，改名为“上游型”（取力争上游之意），车型代号SY。1961年由唐山厂联合青岛四方机车车辆厂改进设计。于1964年开始批量生产，由唐山机车车辆厂为主要生产制造厂家。至1999年編號1772的最后一台上游型蒸汽機車出廠後最终停產，累计製造了1820輛。
上游型蒸汽机车的轮式为2-8-2，轴式1-4-1，最大轮周功率1500马力(1100 kW)，机车总效率为8.5%，构造速度80公里/小时。为了调车倒车行驶向后瞭望，煤水车后端采用后部倾斜设计，煤仓亦向内收缩。

## 出口

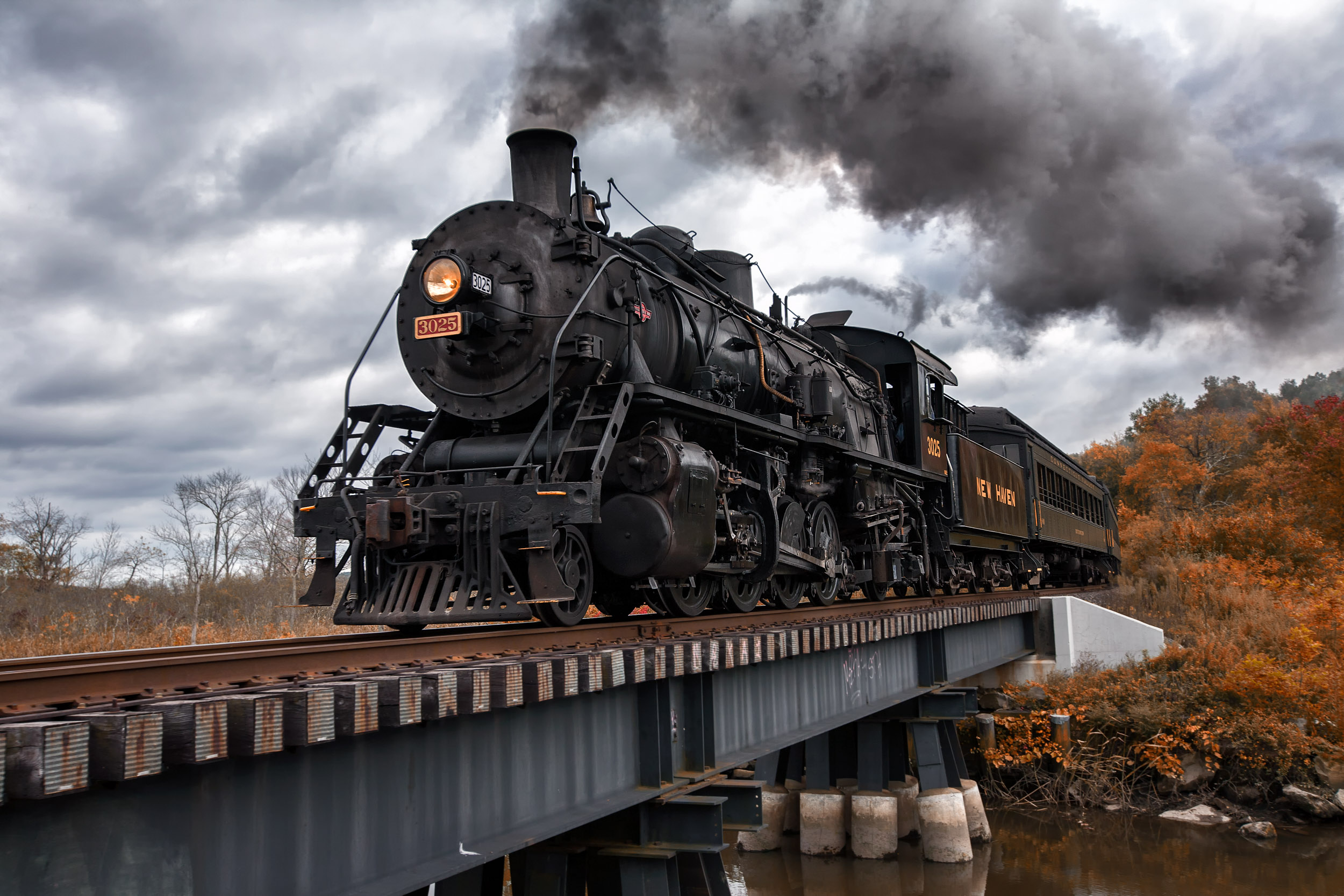
配属于埃塞克斯山谷铁路的3025号机车（原1658M）。

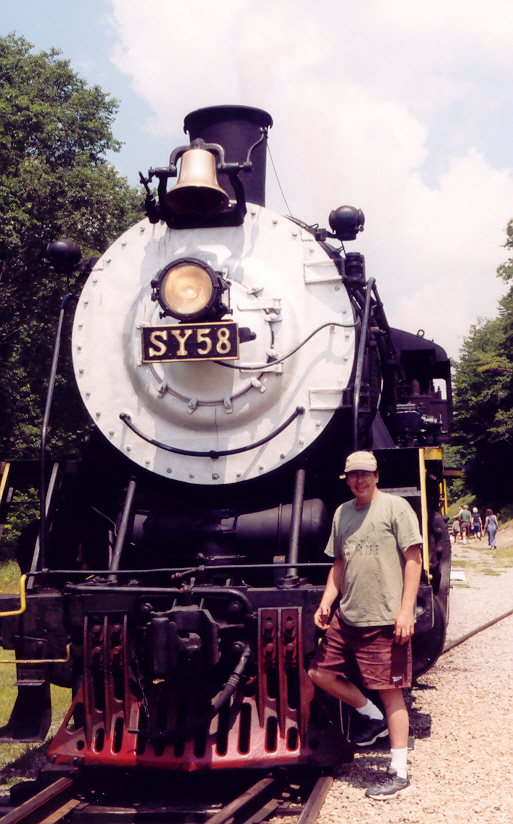
配属于萨斯奎汉纳和西部铁路的142号机车（原1647M）。

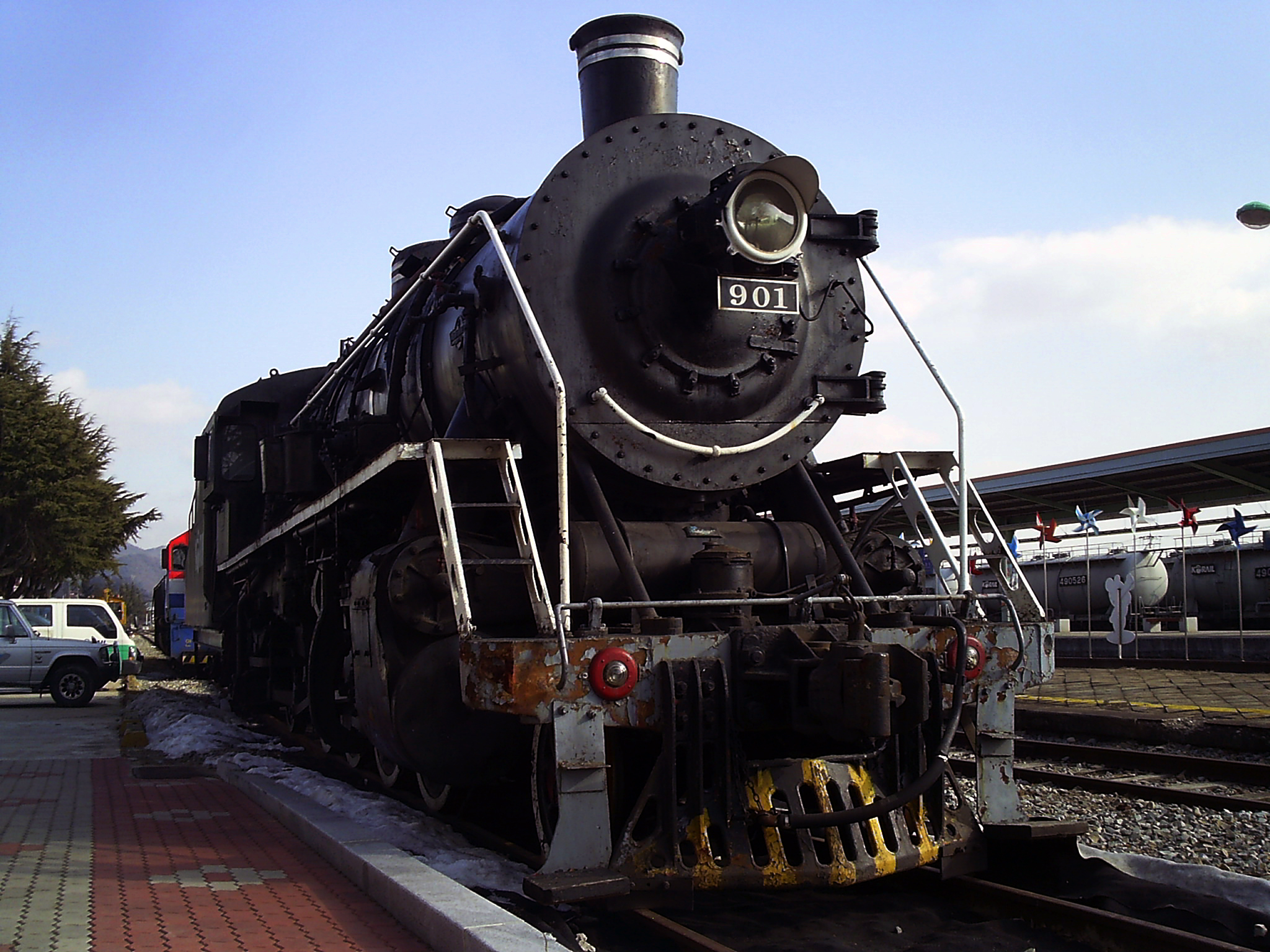
曾静态展示于韩国庆尚北道闻庆市店村站的901号机车（原3016）。

### 至美国
1989年到1991年间唐山机车车辆工厂向美国出口了三台上游型蒸汽机车（编号1647M、1658M、1698M），作为旅游用途以及动态展示。
- 1647M：初期配属于埃塞克斯山谷铁路。1991年，由于唐山机车车辆工厂为萨斯奎汉纳和西部铁路（英语：New_York,_Susquehanna_and_Western_Railway）制造的1698M号上游型蒸汽机车因轮船沉船未能交付[1][2]，萨斯奎汉纳和西部铁路从埃塞克斯山谷铁路买下1647M号车，并改机车车号为142号以纪念因沉船而未能交付的1698M（141）号机车。
- 1658M：初期配属于诺克斯和凯恩铁路（英语：Knox and Kane Railroad），后改名为58号。2008年3月16日，该机车在一场发生于凯恩车库的火灾中受损严重[3]。在诺克斯和凯恩铁路破产后，埃塞克斯山谷铁路（英语：Valley Railroad (Connecticut)）买下并修复58号机车，58号机车后被埃塞克斯山谷铁路重新编号为3025号（英语：Connecticut Valley Railroad 3025）。

### 至韩国
1994年，韩国铁道向长春机车工厂订购了3016号上游型蒸汽机车，韩国铁道自编号为901号。901号机车每逢星期日和公众假期，投入郊外线和京义线牵引观光列车。由于亚洲金融风暴的缘故，观光列车于2000年5月15日起停止运营。该机车曾先后静态展示于水色站、店村站，现静态展示于丰基站。

## 车辆保存

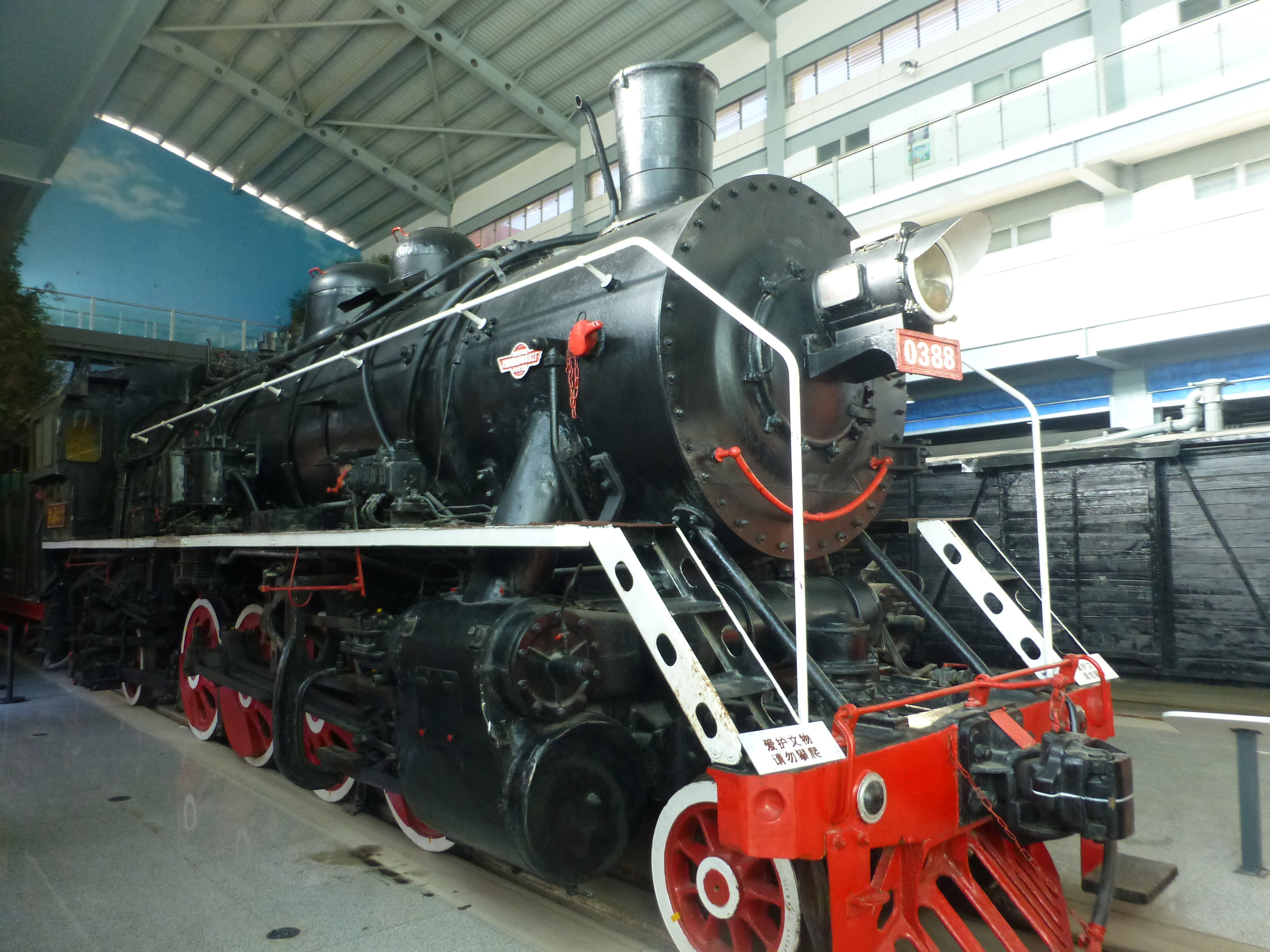
云南铁路博物馆静态展示的上游0388

大连现代博物馆静态展示的上游0652

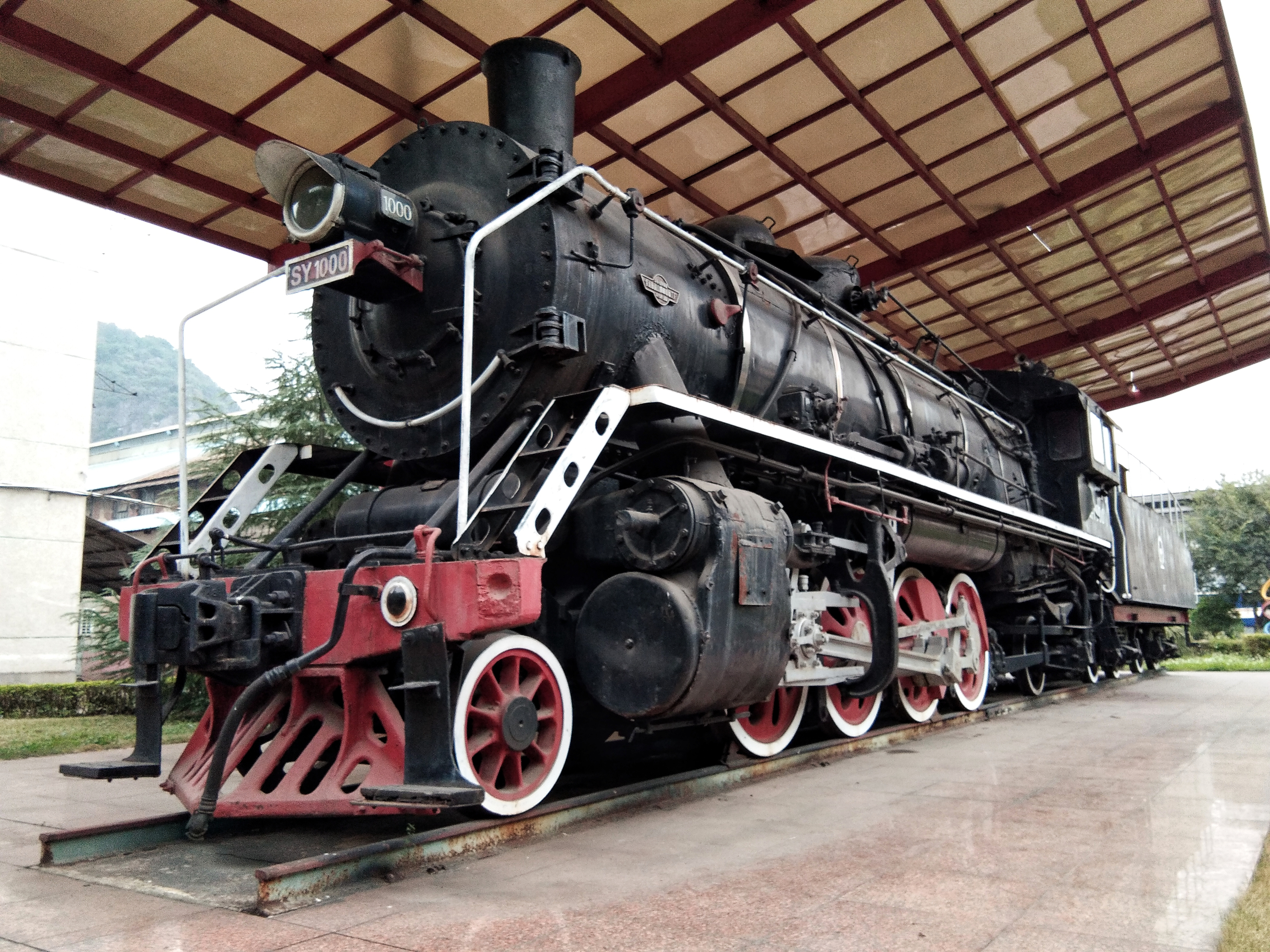
柳州机车车辆厂内静态展示的上游1000

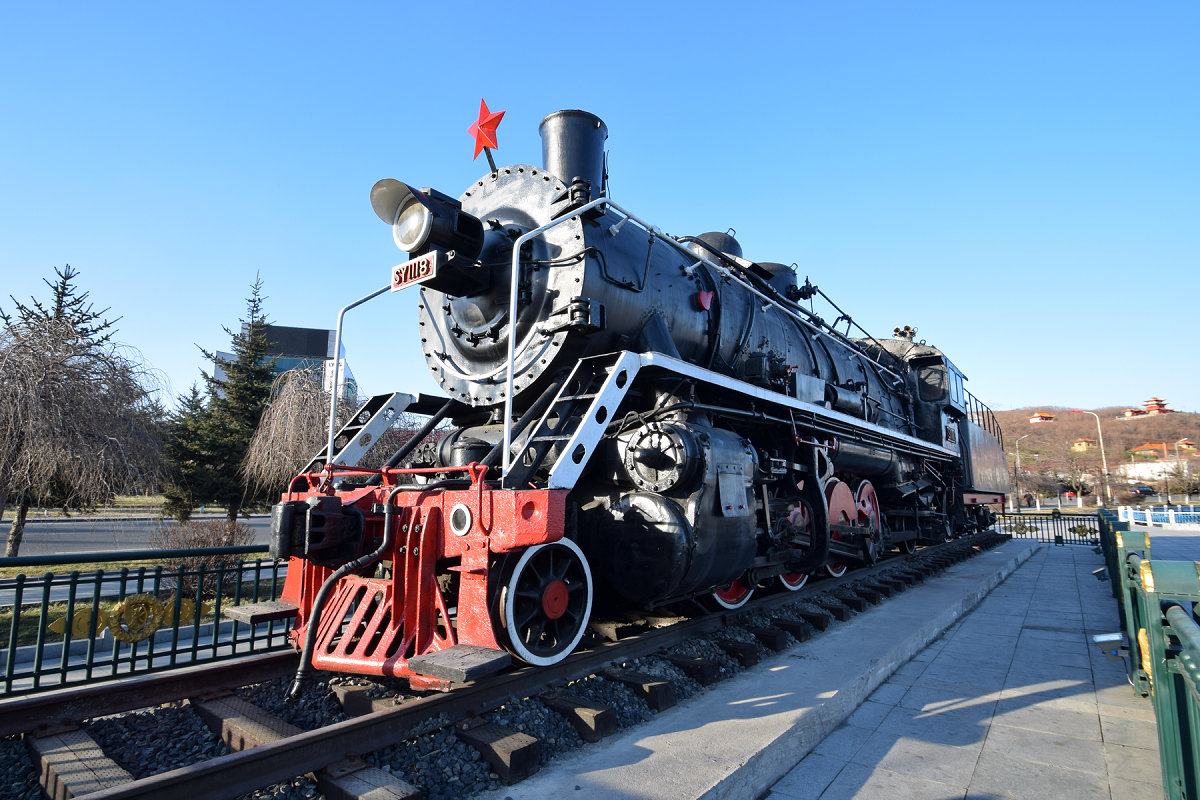
绥芬河市北海公园展示的上游1118

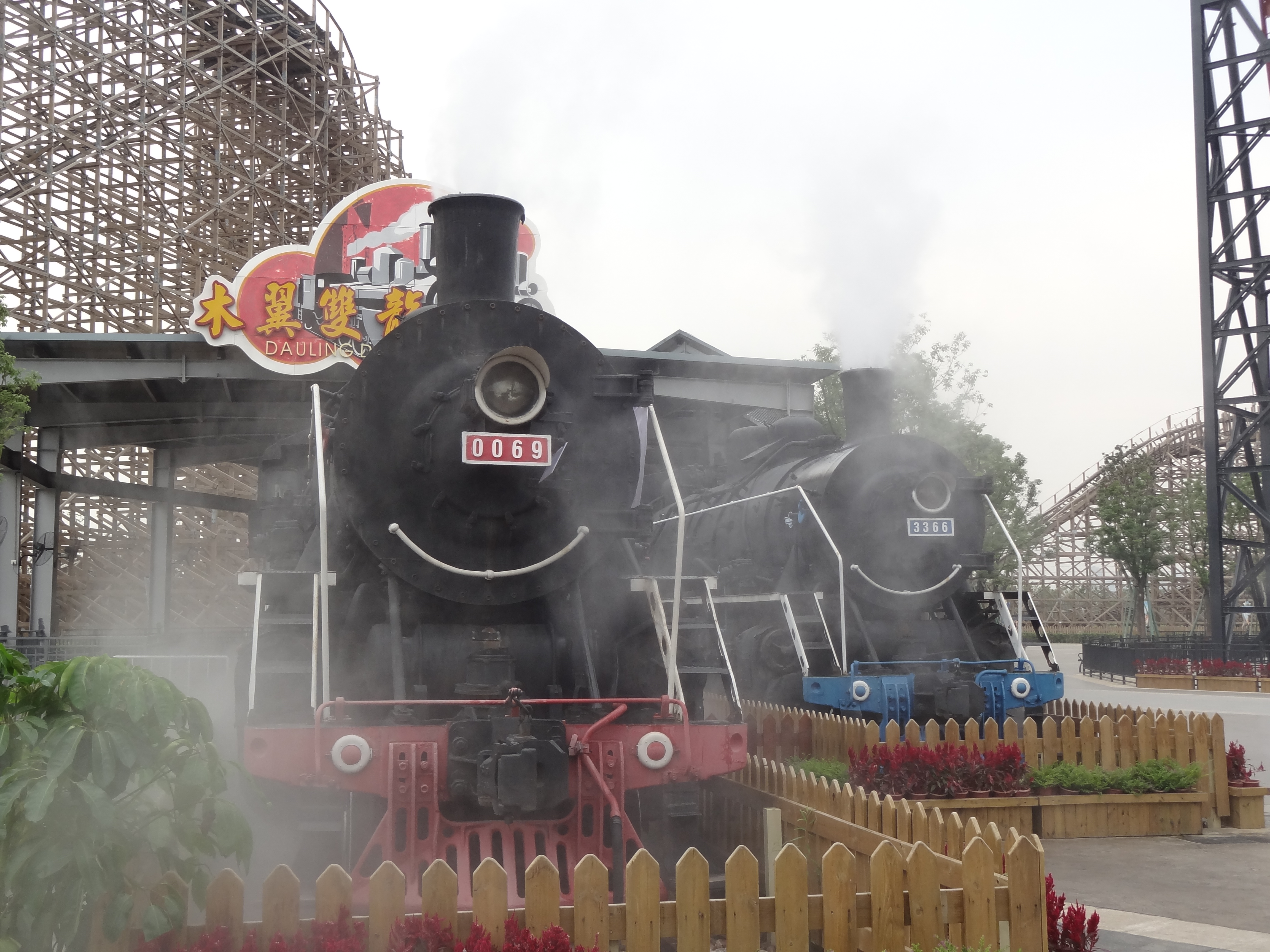
武汉欢乐谷木翼双龙项目入口处静态展示的上游1413(左)、上游1636(右)

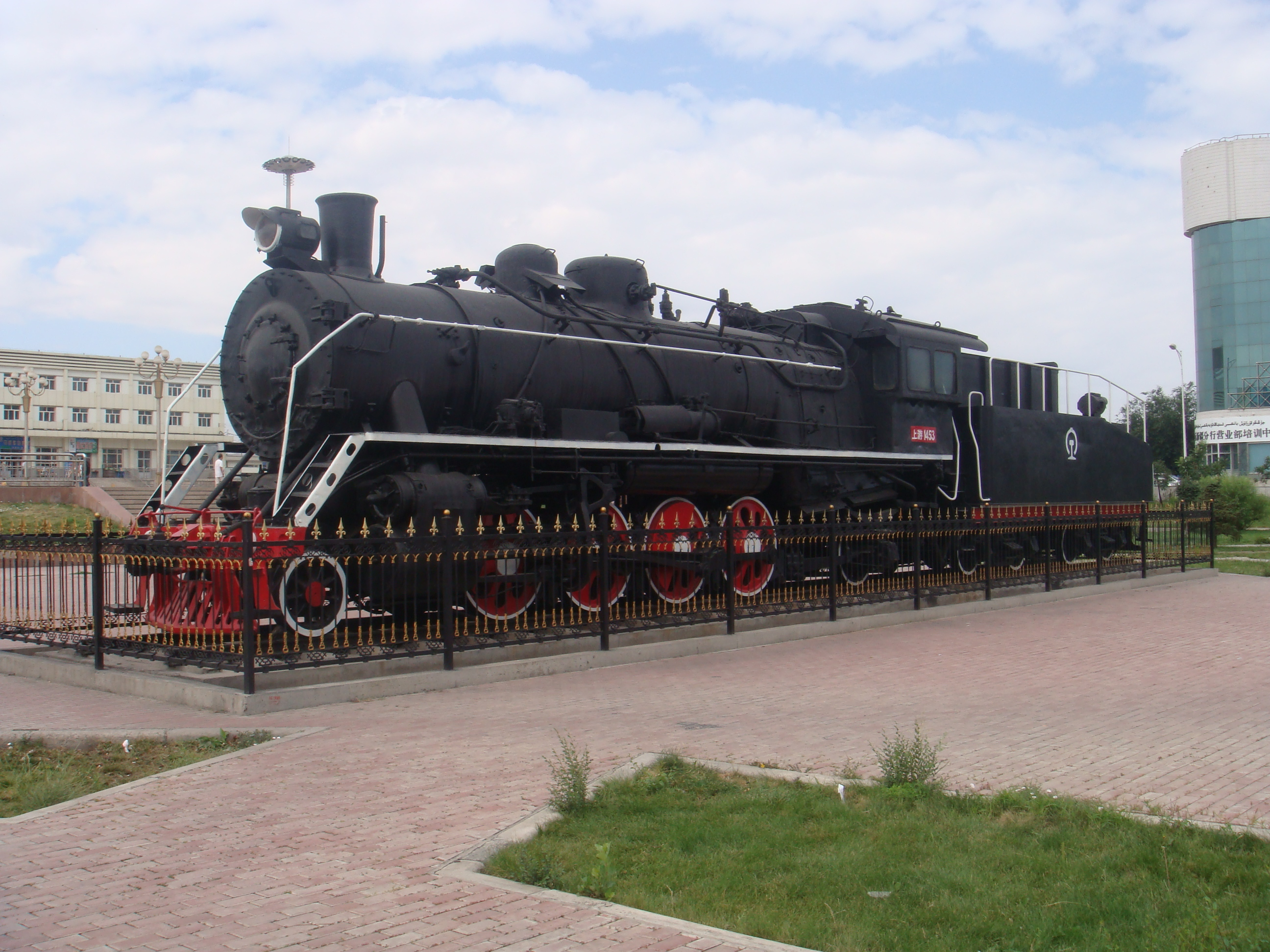
乌西站外静态展示的上游1453

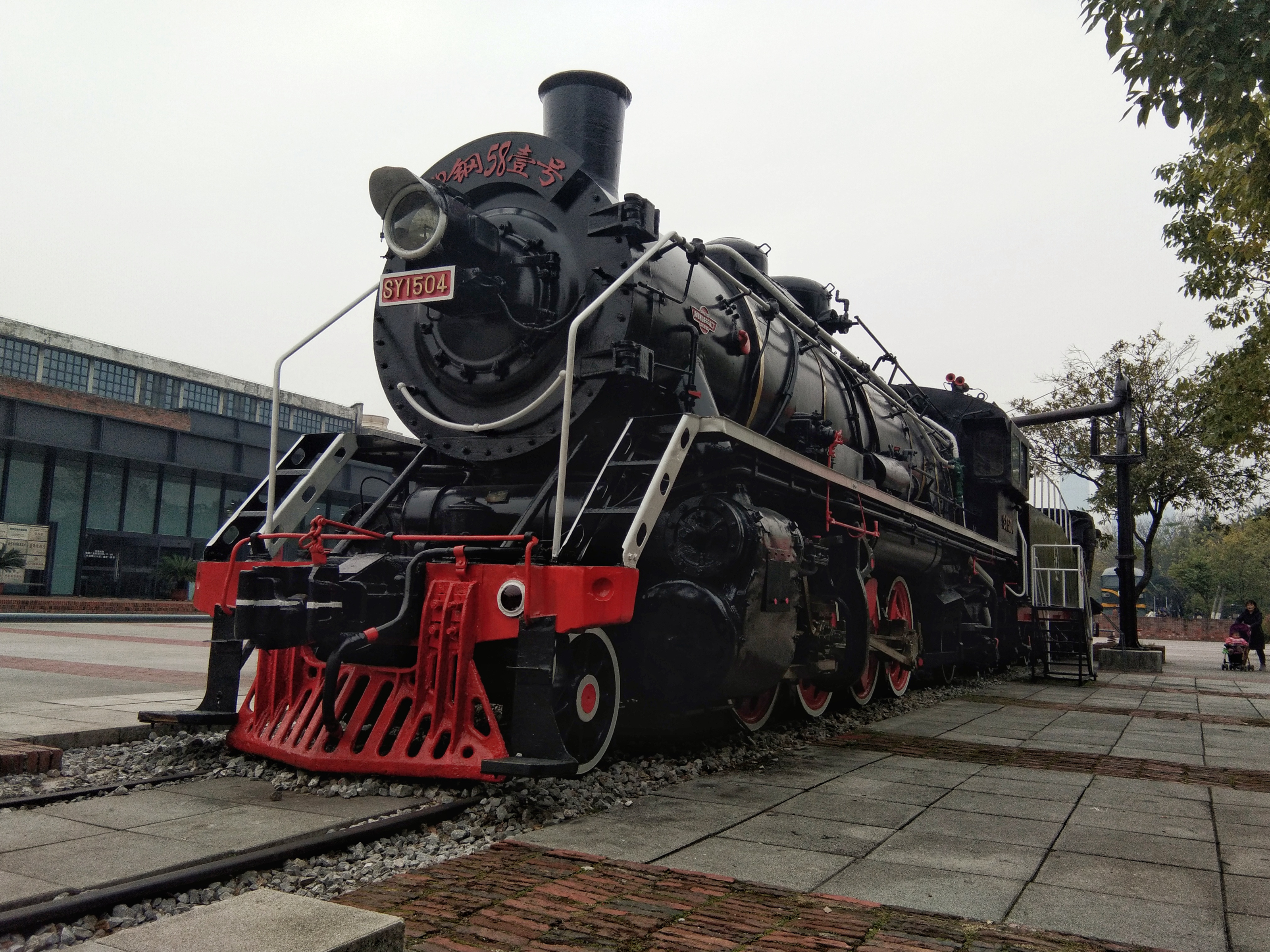
柳州工业博物馆静态展示的上游1504

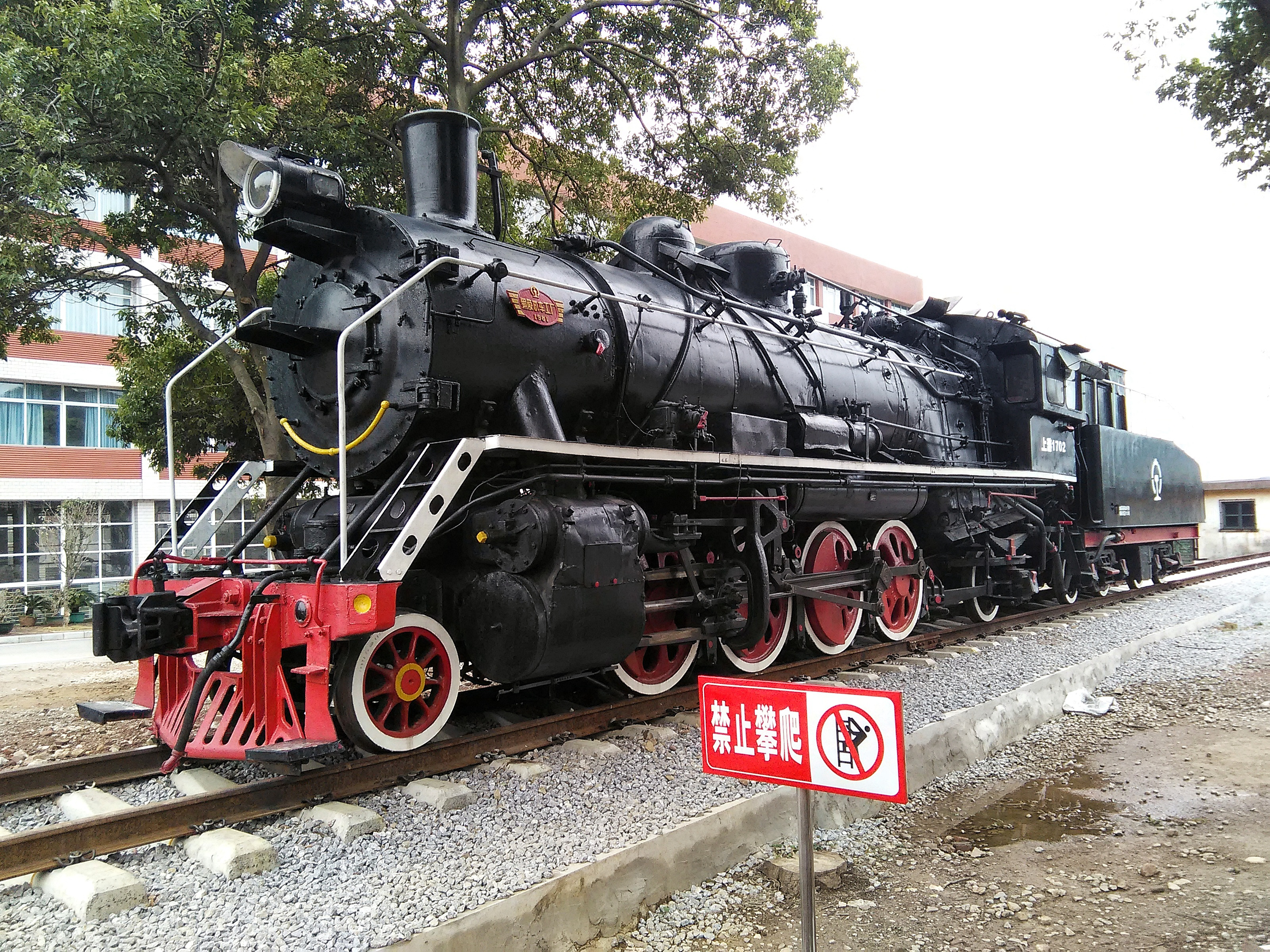
桂林航天工业学院静态展示的上游1702

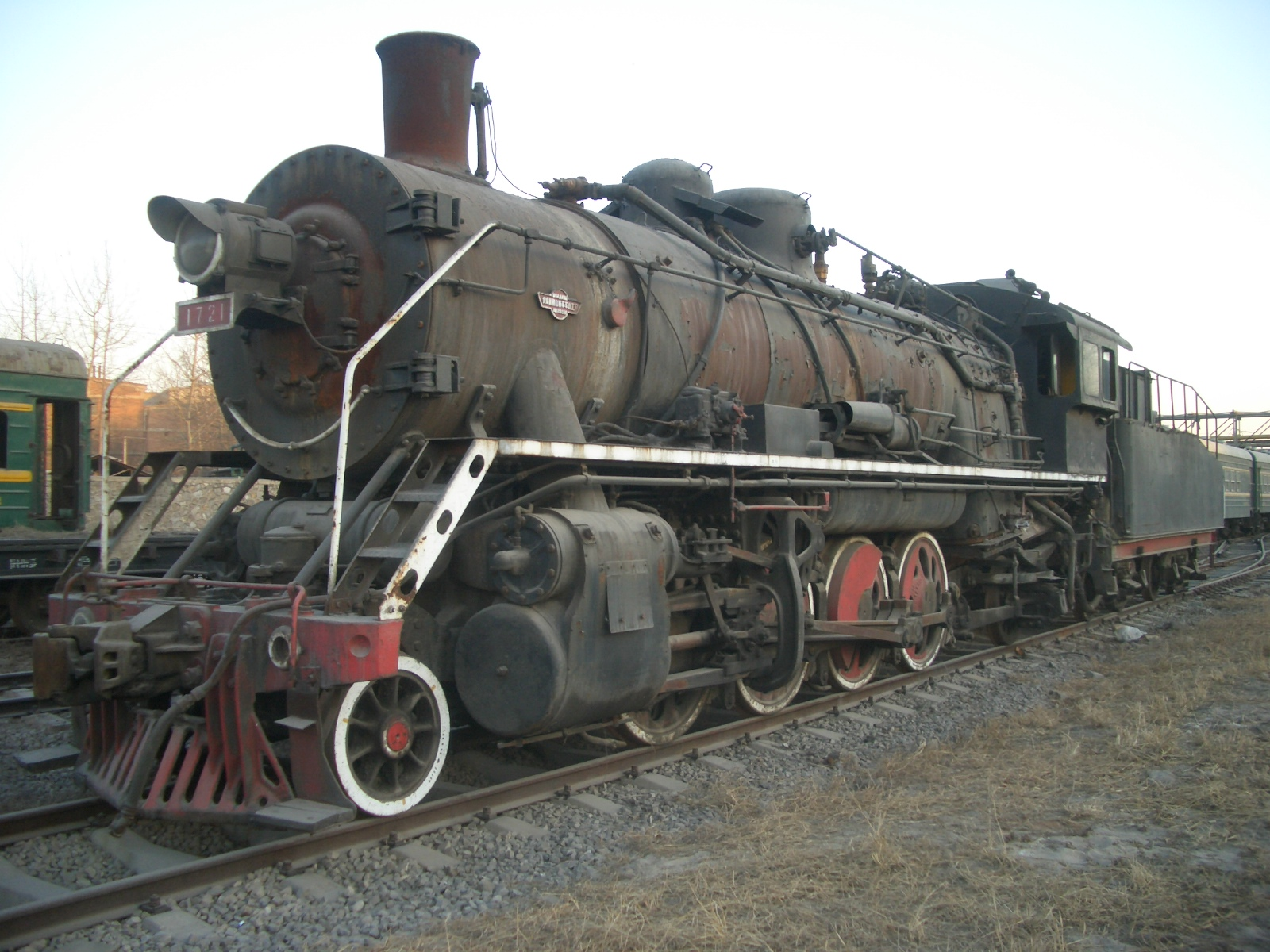
唐山机车车辆厂存放的上游1721

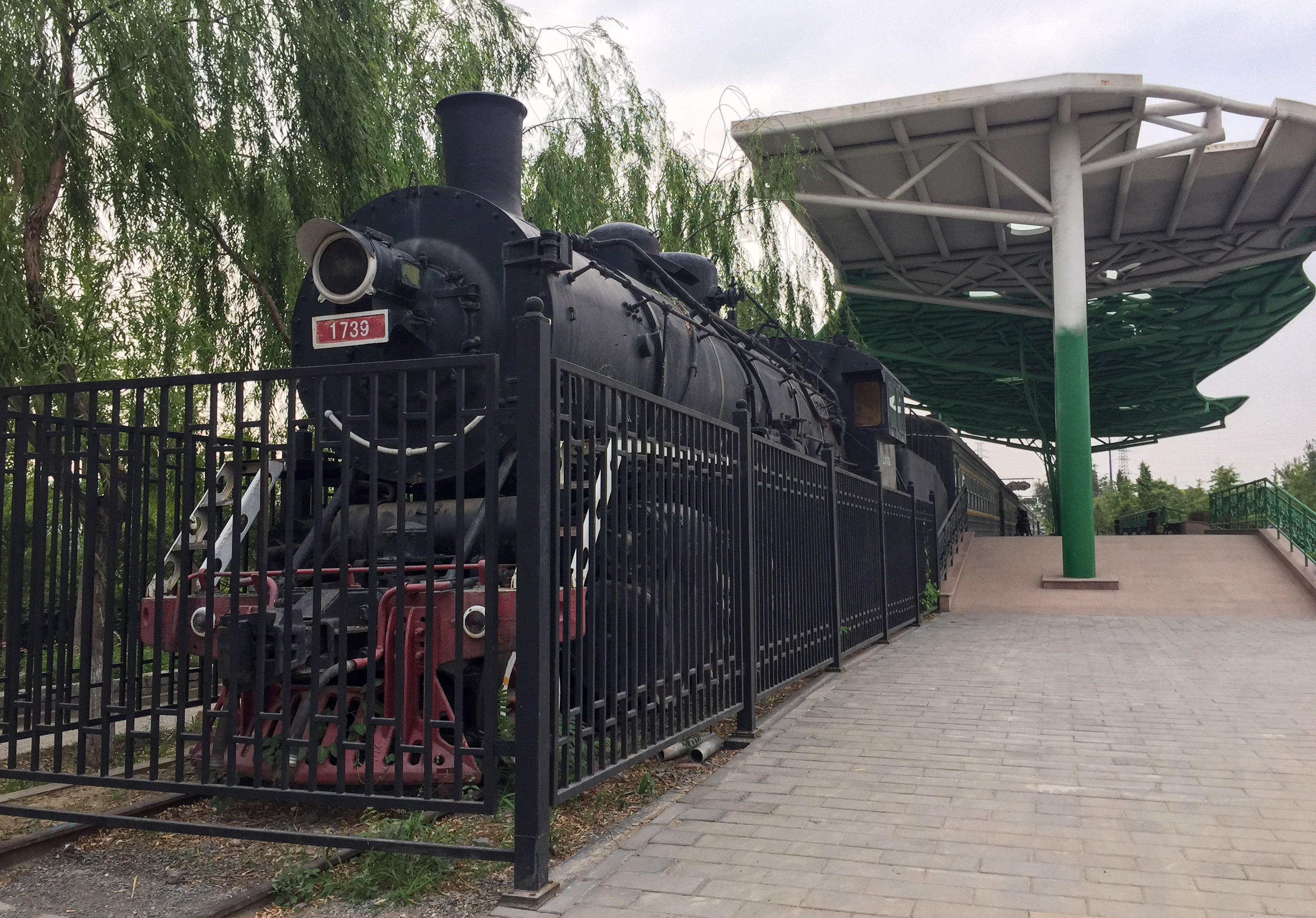
北京市莲石湖公园静态展示的上游1739

此款机车的保有量较其他型号蒸汽机车多，因此不少地方将此款机车作为铁路机车展品展示。以下列举出来的是部分机车的保存情况：

### 单独展示
- 上游型0020号机车，退役后存放在上海市商汤软件公司内，作为展品展出。
- 上游型0024号机车，曾配属于马鞍山钢铁股份有限公司，2006年退役后存放在安徽省马鞍山市马钢铁运公司广场，作为展品展出。
- 上游型0026号机车，曾配属于首钢矿业公司运输部，退役后存放在河北省唐山市迁安市首钢矿业公司内部，作为展品展出。
- 上游型0051号机车，曾配属于大冶铁矿，退役后存放在湖北省黄石市国家矿山公园，作为展品展出。
- 上游型0053号机车，曾配属于马鞍山钢铁股份有限公司，退役后存放在马钢车轮公司花园广场，作为展品展出。
- 上游型0057号机车，退役后存放在大连市东软集团软件园内，作为展品展出。
- 上游型0072号机车，曾配属于凌源钢铁集团有限责任公司，退役后存放在凌源钢铁集团公司大门外，作为展品展出。
- 上游型0112号机车，曾配属于阜新矿业（集团）有限责任公司海州露天煤矿机务段，退役后封存于辽宁省阜新市太平区海州矿机械储备库，现作为辽宁省阜新市细河区黄家沟景区静态展品。
- 上游型0192号机车，曾配属于中铁十五局集团都匀桥梁工程有限公司（原都匀桥梁厂），退役后存放于贵州省黔南州都匀市城北新区剑江原黔桂铁路桥。
- 上游型0194号机车，曾配属于白银有色铁路运输物流有限责任公司，2008年退役后存放在兰州交通大学校园内，作为展品展出。
- 上游型0223号机车（现改编号1029），曾经配属于沈阳铁路局长春机务段，退役后存放在吉林省长春市长春公园，作为展品展出。
- 上游型0232号机车，唐山机车车辆厂于1970年6月生产，曾配属于牙克石市友谊乳业公司，2006年退役后存放于内蒙古自治区呼伦贝尔市牙克石火车站站前广场，作为展品展出。
- 上游型0268号机车，曾配属于重庆市江口港务局，退役后，作为展品展出。
- 上游型0309号机车，曾配属于首钢第一线材厂，退役后存放在北京市朝阳区751D·PARK北京时尚设计广场（原国营751厂，与北京798艺术区相邻），作静态展示。
- 上游型0320号机车，曾配属于攀枝花钢铁（集团）公司，退役后存放在四川省攀枝花市的三线建设博物馆，作为展品展出。
- 上游型0323号机车，曾经配属于河北钢铁集团宣化钢铁集团有限责任公司，退役后存放在河北省张家口市宣化区宣钢公司内部，作为展品展出。
- 上游型0357号机车，曾配属于重庆钢铁股份有限公司，退役后存放在重庆市大渡口区重钢集团原址（现重庆工业文化博览园），作为展品展出。
- 上游型0359号机车，曾配属于南车集团贵阳车辆厂，退役后存放在上海旅游高等专科学校，作为展品展出。
- 上游型0368号机车，退役后存放在南京市莫愁湖东路公馆菜食府，作为展品展出。
- 上游型0379（？）号机车，退役后存放在深圳市东部华侨城，牽引25T软卧车用作酒店用途。
- 上游型0381号机车，退役后存放在湖南省衡阳市蒸水西岸愉景新城，作为展品展出。
- 上游型0384号机车，曾配属于铜陵有色金属集团公司，退役后存放在内蒙古自治区鄂尔多斯市文化西路BOXPARK商业街，作为展品展出。
- 上游型0388号机车，曾配属于云南磷化集团有限公司，退役后存放在云南铁路博物馆，作为展品展出。
- 上游型0405号机车，曾配属于首钢水城钢铁 （集团）有限责任公司，退役后保存在贵州省六盘水市的三线建设博物馆，作为展品展出。
- 上游型0424号机车（现改编号0985），曾配属于首钢集团，现存放于江苏省南京市下关火车主题公园，作为展品展出。
- 上游型0427号机车，唐山机车车辆工厂于1971年9月生产，曾配属天津钢铁集团，退役后存放在天津市海津大桥公园，作为展品展出。
- 上游型0445号机车，唐山机车车辆工厂于1972年1月生产，曾配属于新兴铸管股份有限公司，退役后存放于河北省邯郸市武安市新兴铸管武安工业区东山生活区，作为展品展出。
- 上游型0448号机车，曾配属于北台钢铁（集团）有限责任公司，2020年10月起存放在宁夏中卫市宁夏钢铁（集团）有限责任公司，作静态展示。
- 上游型0452号机车，退役后曾存放在黑龙江省牡丹江火车站站内，作为展品展出。后移至哈尔滨火车站展示。
- 上游型0465号机车，曾配属于四川川投峨眉铁合金（集团）有限责任公司，退役后存放于四川省乐山市四川国际旅游交易博览中心，作为展品展出。
- 上游型0467号机车，曾配属于重庆钢铁股份有限公司，2004年退役后存放在重庆南滨路，2010年移至歌乐山展示。
- 上游型0477号机车，曾配属于鸡西矿业集团铁路运输部，退役后存放在黑龙江省牡丹江市海林市中东铁路建筑群横道河子机车库，作为展品展出。
- 上游型0505号机车，曾经配属于柳州钢铁，退役后存放于柳州市柳北区柳钢文化广场，作为展品展出。
- 上游型0513号机车，曾配属于辽宁省兴达集团渤海水泥（葫芦岛）有限公司，退役后保存在河南省平顶山市鲁山县林丰庄园，作为展品展出。
- 上游型0514号机车，曾配属于重庆钢铁集团矿业有限公司綦江铁矿，退役后存放在綦江铁矿小鱼沱火车站，作为展品展出。
- 上游型0515号机车，曾配属于吉林省长春市九台区营城矿业，退役后于2020年起存放于九台区马鞍山村三下江南战役纪念馆，作静态展示。
- 上游型0516号机车，曾配属于四川川投峨眉铁合金（集团）有限责任公司，退役后存放在四川嘉阳国家矿山公园博物馆，作为展品展出。
- 上游型0517号机车（现改编号10799），曾配属于内蒙古平庄煤业（集团）有限责任公司，现存放于北京市丰台区南苑村北京国际汽车露营公园，作静态展示。
- 上游型0542号机车（现改编号1959），退役后存放在青藏铁路公司西宁机务段，作静态展示。
- 上游型0561号机车，曾配属于鹤岗矿业集团有限责任公司，退役后存放在黑龙江省佳木斯市沿江公园，作为展品展出。
- 上游型0590号机车，曾配属于鸡西矿业集团铁路运输部，退役后存放在黑龙江省绥芬河市绥芬河铁路大白楼，作为展品展出。
- 上游型0592号机车，唐山机车车辆工厂于1972年11月生产，曾配属于南京市扬子石化运输公司，退役后存放在上海市闵行区江月路1500号。
- 上游型0610号机车，唐山机车车辆工厂于1973年1月生产，曾配属于首钢集团，退役后存放在北京城外诚家具广场，作为展品展出。
- 上游型0616号机车，曾配属于济南钢铁集团，退役后存放在济南市胶济铁路陈列馆，作为展品展出。[4]
- 上游型0626号机车，曾经配属于广州钢铁企业集团有限公司，退役后存放在广钢遗址公园，作为展品展出。
- 上游型0647号机车，曾经配属于桂林康密劳铁合金公司，退役后曾存放于该公司灵川县老厂区内；2012年桂林康密劳铁合金公司由灵川县搬迁至三街镇新厂区后，作为展品展出。2017年后该车被该公司售出，移至浙江省宁波市象山县中国海影城展示。
- 上游型0652号机车，曾经配属于大连金州重型机器有限公司，退役后存放在大连现代博物馆，作为展品展出。
- 上游型0658号机车，退役后存放在哈尔滨市爱建中心广场，作为展品展出。
- 上游型0680号机车，曾经配属于沈阳铁路局长春机务段，退役后存放在吉林省长春市富奥小区，作为展品展出。
- 上游型0686号机车，曾配属于铜陵有色金属集团公司，退役后于2016年起存放在河南省濮阳市清丰火车站旧址工业博物馆，作为展品展出。
- 上游型0687号机车，退役后存放在湖北省黄石市湖北新冶钢有限公司，作为展品展出。
- 上游型0708号机车，退役后存放在西安市半坡国际艺术区，作为展品展出。
- 上游型0735号机车，退役后存放在盐城中国黄海湿地博物馆（老盐城站）。
- 上游型0754号机车，曾配属于辽宁南票煤电有限公司，退役后存放在广东省清远市英德市浈阳峡文化旅游度假区，作为展品展出。
- 上游型0757号机车，曾配属于株洲化工集团，退役后存放在湖南省株洲市湖南铁路科技职业技术学院，作为展品展出。
- 上游型0759号机车，退役后，作为展品展出。
- 上游型0850号机车，曾配属于阜新矿业（集团）有限责任公司，现存放在辽宁省市葫芦岛市兴城市铁道部兴城疗养院，作为展品展出。
- 上游型0862（？）号机车，现存放在上海市车墩影视基地，作为展品展出。
- 上游型0880号机车，曾配属于宝山钢铁股份有限公司特殊钢分公司，退役后存放在上海市吴淞火车站旧址，作为展品展出。
- 上游型0896号机车，现停放于沧县捷地回族乡日军炮楼遗址旁的京沪铁路旧线上静态展示。
- 上游型0906号机车，曾配属于铜陵有色金属集团公司，退役后存放在合肥工大高科信息科技股份有限公司，作为展品展出。
- 上游型0913号机车，曾经配属于桂林康密劳铁合金公司，退役后曾存放于该公司灵川县老厂区内；2012年桂林康密劳铁合金公司由灵川县搬迁至三街镇新厂区后，一度去向不明。2019年8月起存放在灵川县袭汇千年桂林广场，作为展品展出。
- 上游型0919号机车，曾配属于广西鹿寨化肥有限责任公司，退役后存放在广西壮族自治区来宾市合山国家矿山公园，作为展品展出。
- 上游型0932号机车，曾配属于内蒙古北方重工业集团有限公司，退役后存放在内蒙古包头市北方兵器城，作为展品展出。
- 上游型0938号机车，曾配属于辽源矿业（集团）有限责任公司，退役后存放在辽源矿工墓陈列馆，作为展品展出。
- 上游型0939号机车（现改编号1395），曾配属于阜新矿业（集团）有限责任公司，退役后存放在辽宁省阜新市海州区露天矿国家矿山公园，作为展品展出。
- 上游型0942号机车，曾配属于内蒙古平庄煤业（集团）有限责任公司，现存放在浙江嘉兴海宁西山公园，作为展品展出。
- 上游型0946号机车，曾配属于北台钢铁（集团）有限责任公司，2020年起存放于湖北省武汉市青山区武昌生态文化长廊（原武九铁路北环线），作静态展示。
- 上游型0950号机车，曾配属于鸡西矿业集团铁路运输部，退役后存放在黑龙江省黑河市九三水上公园，作为展品展出。
- 上游型0958号机车，现存放于江苏省苏州市吴中集团，作为展品展出。
- 上游型0962号机车（现改编号0001），退役后存放在河北省唐山市唐山学院南校区，作为展品展出。
- 上游型0965号机车，曾配属于白银有色铁路运输物流有限责任公司，2013年退役后存放在白银火焰山国家矿山公园，作为展品展出。
- 上游型0967号机车，曾配属于中煤牡丹江焦化有限责任公司，退役后存放在牡丹江机务段，作为展品展出。
- 上游型1000号机车，曾经配属于柳州机车车辆厂，退役后存放在柳州机车车辆厂内，作为展品展出。
- 上游型1007号机车，曾经配属于天津市北仓镇果园仓库，更改为压缩气体动力，（具体气体性质不明，推测为液态二氧化碳或液氮）目前仍在服役。
- 上游型1017号机车，曾配属于内蒙古平庄煤业（集团）有限责任公司，2019年起存放在山东省枣庄市临山公园，作为展品展出。
- 上游型1031号机车，退役后存放在安徽省黄山市东黄山度假区，作为展品展出。
- 上游型1033号机车，曾配属于首钢集团，现存放在河北省秦皇岛市秦皇岛电力博物馆（南山电厂旧址），作为展品展出。
- 上游型1034号机车（现改编号1088），曾配属于首钢集团，退役后于2016年起存放在陕西省西安市临潼区陇海铁路公园，作为展品展出。
- 上游型1040号机车，曾配属于黑龙江省黑化集团，退役后存放在辽宁省葫芦岛市绥中县东戴河新区山海同湾，作为展品展出。
- 上游型1043号机车，退役后存放在江西省南昌市湾里火车站旧址（湾里工业文明纪念馆），作为展品展出。
- 上游型1054号机车（现改编号1911），曾配属于北台钢铁（集团）有限责任公司，2021年起存放于安徽省蚌埠市固镇县津浦铁路固镇站遗址公园，作静态展示。
- 上游型1080号机车，唐山机车车辆工厂于1975年11月生产，曾经配属于湘潭钢铁集团，退役后存放在长沙火车南站原站址，作为展品展出。
- 上游型1085号机车，曾配属于内蒙古平庄煤业（集团）有限责任公司，2013年退役；2015年起，存放于中国铁道科学研究院院史陈列馆，作为展品展出。
- 上游型1093号机车，曾配属于冀中能源井陉矿业集团有限公司，现存放于河北省石家庄市井陉矿区正丰矿工业建筑群，作静态展示。
- 上游型1094号机车（现改编号1688），曾配属于黑龙江省黑化集团，现存放在吉林铁道职业技术学院，作为展品展出。
- 上游型1096号机车，曾配属于凌源钢铁集团有限责任公司，退役后存放在沈阳铁路陈列馆，作为展品展出。
- 上游型1109号机车，曾配属于重庆钢铁集团铁业有限责任公司，现存放在广东省东莞市常平铁路公园，作为展品展出。
- 上游型1110号机车，曾配属于成都无缝钢管厂，退役后存放在成都市东郊工业文明博物馆，作为展品展出。
- 上游型1115号机车，曾经配属于秦皇岛港务局、开滦煤矿，退役后存放在秦皇岛港口博物馆，作为展品展出。
- 上游型1116号机车，曾配属于大冶有色金属公司，退役后存放在中国美术学院象山校区，作为展品展出。
- 上游型1118号机车，曾配属于鸡西矿业集团铁路运输部，退役后存放在黑龙江绥芬河市北海公园，作为展品展出。
- 上游型1139号机车，曾经配属于邯郸钢铁集团，退役后存放在邯郸钢铁厂内，作为展品展出。
- 上游型1141号机车，曾配属于西安北方惠安化学工业有限公司，2009年退役并与0806号机车对换编号，2017年起存放在西安市户县艺道雕塑创作中心，作为展品展出。
- 上游型1144（？）号机车（现改编号0017），唐山机车车辆工厂于1981年9月生产，退役后存放在山东省潍坊市坊子炭矿遗址文化园，作为展品展出。
- 上游型1161号机车，曾配属于攀钢集团江油长城特殊钢有限公司，退役后存放在福建省南平市武夷山自游小镇，作为展品展出。
- 上游型1162号机车，曾配属于大冶有色金属公司，退役后存放在福州市万科金域榕郡小区，作为展品展出。
- 上游型1177号机车，曾经配属于河北钢铁集团宣化钢铁集团有限责任公司，退役后存放在河北省张家口市怀来县鸡鸣驿古城外，作为展品展出。
- 上游型1187号机车，曾配属于冀中能源井陉矿业集团有限公司，现存放于河北省石家庄市西部长青观光园，作静态展示。
- 上游型1188号机车，曾配属于南京热电厂，退役后存放在江苏省苏州市常熟市宝岩生态园，作为展品展出。
- 上游型1194号机车，曾配属于德阳市汉旺磷肥厂，现存放在广东省湛江市边坡农庄，作为展品展出。
- 上游型1196号机车，曾配属于北票煤业有限责任公司，退役后存放在辽宁省盘锦市，作为展品展出。
- 上游型1199号机车，曾配属于重庆能源集团松藻煤电公司，退役后存放在重庆松藻煤电公司内，作为展品展出。
- 上游型1208号机车，曾经配属于邯郸钢铁集团，退役后存放在邯郸钢铁厂内，作为展品展出。
- 上游型1213号机车，曾配属于鸡西矿业集团铁路运输部，现存放在张家口工业文化主题公园，作为展品展出。
- 上游型1214号机车，唐山机车车辆工厂于1983年3月生产，曾配属于北京首钢机电有限公司重型机器分公司（首钢二通厂），退役后存放首钢二通产业园（首钢通用机械厂旧址），作为展品展出。
- 上游型1215号机车，曾配属于冀东水泥吉林有限公司，退役后存放在深圳市锦绣中华民俗村，作为展品展出。
- 上游型1222号机车，曾配属于中钢集团吉林炭素股份有限公司，退役后存放在辽宁省鞍山市辽宁科技大学校园内，作为展品展出。
- 上游型1227（？）号机车（现改编号1983），唐山机车车辆工厂于1983年5月生产，退役后存放在浙江省衢州市龙游铁路桥遗址公园，作为展品展出。
- 上游型1243号机车，曾配属于抚顺市红透山铜矿，退役后存放在大连市东软集团软件园内，作为展品展出。
- 上游型1253号机车，曾配属于重庆钢铁股份有限公司，2004年退役后存放在重庆钢铁股份有限公司厂区内（现重庆工业文化博览园），作为展品展出。
- 上游型1268号机车，曾配属于中铁十五局集团都匀桥梁工程有限公司（原都匀桥梁厂），退役后存放于贵州省黔南州都匀市东来尚城城市综合体区域内。
- 上游型1273号机车，曾配属于东北特钢集团北满特殊钢有限责任公司，退役后存放于哈尔滨铁道职业技术学院，作为展品展出。
- 上游型1305号机车，曾配属于四川省煤炭产业集团荣山煤业公司，退役后存放在荣山煤矿铁路荣煤车站。
- 上游型1310号机车，曾配属于辽宁锦山工业有限责任公司，退役后存放在广东省东莞市石龙镇西湖城市公园，作为展品展出。
- 上游型1313号机车，退役后存放于大连交通大学，作为展品展出。
- 上游型1314号机车，曾配属于杭州钢铁集团公司，退役后存放在浙江工业职业技术学院，作为展品展出。
- 上游型1316号机车，曾配属于洛阳钢铁集团有限责任公司，退役后存放在广东省江门市台山市陈宜禧纪念广场（斗山公园），作为展品展出。
- 上游型1322号机车，曾配属于呼和浩特市煤气有限责任公司，退役后存放在天津市红桥区湘潭路创意街，作为展品展出。
- 上游型1336号机车（现改编号0042），曾配属于马鞍山钢铁股份有限公司，退役后存放在安徽省马鞍山市桥山路1956商业街，作为展品展出。
- 上游型1368号机车，曾配属于镇江焦化厂，退役后存放于山东职业学院，作为展品展出。[4]
- 上游型1381号机车，曾配属于山西焦煤集团西山煤电（集团）有限公司，2006年退役后存放于西山煤电集团公司院内，作为展品展出。
- 上游型1385号机车，曾配属于大连金州重型机器有限公司，退役后存放在浙江省杭州市新安江·玉温泉（原浙江横山铁合金厂铁路专用线），作为展品展出。
- 上游型1395号机车，曾配属于阜新矿业（集团）有限责任公司运输部海州露天煤矿机务段，原加挂共青团徽，2013年海州露天煤矿机务段裁撤后，划为阜矿集团运输部管辖并改为“朱德号”，2016年退役，现封存于辽宁省阜新市海州区阜矿集团车辆厂内，2018年曾动态展示。
- 上游型1415号机车（现改编号1951[註 5]），曾配属于辽宁省兴达集团渤海水泥（葫芦岛）有限公司，退役后于2015年9月送往郑州铁路职业技术学院，作为展品展出。
- 上游型1421号机车，曾配属于华新水泥股份有限公司，退役后存放在湖北省黄石市湖北水泥遗址博物馆（华新水泥厂旧址），作为展品展出。
- 上游型1430号机车，曾配属于南京浦镇车辆厂，退役后存放于浦镇车辆厂内。
- 上游型1433号机车，曾配属于沈阳冶炼厂，退役后存放在沈阳市皇姑区塔湾街道，作为展品展出。
- 上游型1450号机车，曾配属于内蒙古扎赉诺尔煤业有限责任公司，退役后存放在内蒙古呼伦贝尔市扎兰屯中东铁路博物馆，作为展品展出。
- 上游型1453号机车，唐山机车车辆工厂于1986年生产，退役后存放在乌鲁木齐西站广场，作为展品展出。
- 上游型1469号机车，曾配属于首钢贵阳特殊钢有限责任公司，退役后存放在湖南省株洲市湘江风光带火车头广场，作为展品展出。
- 上游型1481号机车（现改编号0054），曾配属于马鞍山钢铁股份有限公司，退役后存放在马鞍山钢铁公司内，作为展品展出。
- 上游型1494号机车，唐山机车车辆工厂于1986年10月生产，曾配属于葛洲坝水泥集团老河口公司，退役后存放在浙江省舟山市南洞艺谷，作为展品展出。
- 上游型1504号机车，曾经配属于柳州钢铁，退役后存放于柳州工业博物馆，作为展品展出。
- 上游型1524号机车，配属于天津市北仓镇果园仓库，现封存于仓库院内。
- 上游型1530号机车，曾配属于牡丹江机车厂，退役后存放在黑龙江省牡丹江市牡丹江机车车辆厂，作为展品展出。
- 上游型1566号机车，曾配属于鞍山钢铁公司，退役后存放在辽宁省沈阳市辽宁总站旧址，作为展品展出。
- 上游型1567号机车，曾配属于北台钢铁（集团）有限责任公司，2020年起存放于广州市花都区鲍姑艾业旅游区作静态展示。
- 上游型1569号机车，曾配属于安徽淮化集团有限公司，退役后存放于淮南矿业集团铁运公司，作为展品展出。
- 上游型1574号机车，曾配属于中钢集团吉林铁合金股份有限公司，现存放在江西省抚州市资溪县大觉山景区，作为展品展出。
- 上游型1578号机车，曾先后配属于上海钢铁五厂、安徽氯碱化工集团有限公司，2008年退役；2014年经过修复后，存放于中盐安徽红四方股份有限公司新厂区，作为展品展出。
- 上游型1585号机车，曾配属于秦皇岛地方铁路有限责任公司，现存放在内蒙古鄂尔多斯市北方民国城，作为展品展出。
- 上游型1595号机车，曾配属于山东钢铁集团淄博张钢有限公司，退役后存放在淄博张钢总厂原址（东方星城小区），作为展品展出。后移至山东工业职业学院展示。
- 上游型1598号机车（现改编号0871），曾配属于山东钢铁集团淄博张钢有限公司，退役后存放在淄博市桓台县张钢公司新厂区，作为展品展出。
- 上游型1604号机车（现改编号522），曾配属于内蒙古扎赉诺尔煤业有限责任公司，退役后曾存放于黑龙江省牡丹江市，2016年移至黑龙江省哈尔滨市詹天佑广场，作为展品展出。
- 上游型1615号机车，退役后存放在青海省海北藏族自治州海晏县原子城景区，作为展品展出。
- 上游型1623号机车，曾配属于广西鱼峰水泥股份有限公司，现存放在广西钦州市宁越东园小区，作静态展示。
- 上游型1640号机车，曾配属于安阳钢铁集团有限责任公司，退役后存放在安钢公司厂区内，作为展品展出。
- 上游型1643号机车，曾配属于杭州钢铁集团公司，退役后存放在杭州钢铁集团内，作为展品展出。
- 上游型1648号机车，曾配属于北台钢铁（集团）有限责任公司，2021年9月起存放于浙江省宁波市海曙区古林镇茂新村，作静态展示。
- 上游型1658号机车，曾经配属于邯郸钢铁集团，退役后存放在邯郸东站站前，作为展品展出。
- 上游型1670号机车（现改编号0077），曾配属于马鞍山钢铁股份有限公司，退役后存放在上海应用技术学院，作为展品展出。
- 上游型1673号机车，曾配属于浙江横山铁合金厂，退役后存放在浙江省杭州市新安江·玉温泉（原浙江横山铁合金厂铁路专用线），作为展品展出。
- 上游型1699号机车，曾配属于阳泉钢铁（集团）有限公司，现存放在山西省阳泉市桃林沟景区，作为展品展出。
- 上游型1701号机车，曾配属于江苏雨花钢铁有限公司，现存放在杭州市白塔公园，作为展品展出。
- 上游型1702号机车，曾配属于河池市宜州维尼纶厂，退役后于2016年7月送往桂林市桂林航天工业学院，作为展品展出。2018年4月，桂林航天工业学院在该机车以及一节来自于南宁铁路局柳州工务机械段的一节22型实验车的基础上，组建火车书吧。[5]
- 上游型1709号机车，铜陵机车工厂于1987年生产，退役后存放于山东省潍坊市青州市九龙峪风景区，作为展品展出。[4]
- 上游型1721号机车，曾配属于唐山机车车辆厂，退役后存放于唐山地震遗址公园，作为展品展出。
- 上游型1727号机车，曾配属于包头钢铁（集团）有限责任公司，退役后存放在江西省鹰潭市滨江公园，作为展品展出。
- 上游型1728号机车，曾配属于新疆水泥厂（新疆天山水泥股份有限公司），现存放在宁夏中卫市宁夏钢铁（集团）有限责任公司，作静态展示。2021年上半年曾动态展示。
- 上游型1729号机车，曾先后配属于新疆水泥厂、潞安新疆煤化工（集团）有限公司，现存放在宁夏中卫市宁夏钢铁（集团）有限责任公司，作静态展示。
- 上游型1739号机车，曾配属于首钢集团，退役后曾存放于北京市莲石湖公园，作静态展示。后移至石景山游乐园展示。
- 上游型1741号机车，曾配属于内蒙古大雁矿业集团有限责任公司，现存放在山东省日照市五莲县白鹭湾景区，作为展品展出。
- 上游型1746号机车，曾配属于唐山钢铁集团，退役后存放在唐钢文化广场，作为展品展出。
- 上游型1748号机车，曾配属于包头钢铁（集团）有限责任公司，退役后存放在上海市知青广场，作为展品展出。
- 上游型1752号机车，曾配属于首钢集团，2017年7月起存放在北京市昌平区沙河镇南沙河早市（保利紫荆香谷小区南侧），作静态展示。
- 上游型1761号机车（现改编号1176），曾配属于东北特钢集团北满特殊钢有限责任公司，现存放在武汉地铁大智路站，作为展品展出。
- 上游型2003号机车，济南机车工厂于1991年7月生产，曾配属于太钢集团临汾钢铁有限公司，退役后存放在山西省临汾市隰县火车头主题公园，作为展品展出。
- 上游型2017号机车，曾配属于长治钢铁有限公司，退役后存放在宁夏中卫市腾格里·金沙海旅游区，作为展品展出。
- 上游型3005号机车，曾配属于内蒙古扎赉诺尔煤业有限责任公司，现存放在内蒙古呼伦贝尔市扎赉诺尔蒸汽机车博物馆，作为展品展出。
- 上游型3019号机车，曾配属于铜陵有色金属集团公司，退役后存放在铜陵江南文化园，作为展品展出。
- 上游型3025号机车，曾经配属于沈阳铁路局长春机务段，退役后存放在吉林省长春市南湖公园，作为展品展出。
- 上游型3026号机车，曾经配属于沈阳铁路局长春机务段，退役后存放在吉林省长春市胜利公园，作为展品展出。

### 群体展示
- 上游型0613、0614、0682、0795、0957、1258、1401、1496、1617、1619号机车，曾配属于内蒙古扎赉诺尔煤业有限责任公司，现存放在扎赉诺尔蒸汽机车旅游文化园，作为展品展出。
- 上游型0628、0715号机车，曾配属于抚顺矿业集团有限责任公司，退役后存放在抚顺矿业集团工矿机车陈列馆，作为展品展出。
- 上游型0639、0746、1018号机车，曾配属于鸡西矿业集团铁路运输部，现存放在黑龙江省牡丹江市绥芬河市大通道广场，作为展品展出。
- 上游型0063、0393、0435、0665、0860、0979、1147、1183、1255、1412、1683、1749、1751、1767、1769号机车，曾配属于辽宁省铁法市铁法煤业（集团）有限责任公司，现存放在铁煤蒸汽机车博物馆，作为展品展出。
- 上游型0894、1014号机车，曾配属于七台河矿业精煤（集团）有限责任公司，退役后存放在广东省惠州市南昆山云顶温泉度假村，作为展品展出。
- 上游型0955、1356、1679号机车，现存放于河北省唐山市开滦国家矿山公园蒸汽机车观光园，作为展品展出。
- 上游型1004、1550号机车，曾配属于北票煤业有限责任公司，退役后存放在山东交通学院，作为展品展出。[4]
- 上游型1056、1123号机车，现存放在福建省漳州市云霄县云顶温泉大酒店，作为展品展出。
- 上游型1277、1672号机车，曾配属于金川集团股份有限公司，退役后存放在甘肃省金昌市紫金花城生态景区，作为展品展出。
- 上游型1413、1636号机车，曾配属于宜都市枝城港铁路运输有限公司，退役后存放在武汉欢乐谷木翼双龙项目入口处，作为展品展出。
- 上游型1770、1771、1772号机车，配属于辽宁省铁法煤业（集团）有限责任公司，动态保存。